# 多花含笑
多花含笑（学名：Michelia floribunda）为木兰科含笑属下的一个种。